# フランクフルト・アム・マイン (補給艦)
フランクフルト・アム・マイン（ドイツ語：Frankfurt am Main, A 1412）は、ドイツ海軍の補給艦（任務部隊補給艦）。ベルリン級補給艦の2番艦。艦名はフランクフルト・アム・マイン市に由来する。

## 艦歴
「フランクフルト・アム・マイン」は、フレンスブルク造船社（de:Flensburger Schiffbau-Gesellschaft）で建造され、2001年1月5日にフランクフルト・アム・マイン市長のペトラ・ロスが洗礼を施して進水、その後ホヴァルツヴェルケ＝ドイツ造船で艤装を施して2002年5月27日に就役し補助艦艇隊に配属された。
2003年3月19日から同年10月13日までアフリカの角における不朽の自由作戦に参加する。
2004年2月24日から同年7月9日まで駆逐艦演習2004（DESEX）に参加。
2007年10月15日から同年3月1日まで国際連合レバノン暫定駐留軍の参加し海上統制支援任務のためレバノン沖に展開する。その後、同年3月から欧州連合海洋任務グループに参加した。
2009年4月にはUNITAS演習に参加する。
2010年1月から同年6月までは2010年度のドイツ海軍での教育部隊として運用される。
フランクフルト・アム・マイン市が後援団体となっている。2012年に母港をヴィルヘルムスハーフェンに移転する。
2024年5月7日、ドイツ海軍によるインド太平洋方面派遣（IPD24）としてインド太平洋地域へ派遣されるため、ヴィルヘルムスハーフェンを出港した。主要任務は国連安保理決議により禁止されている北朝鮮籍船舶の「瀬取り」を含む違法な海上活動に対する警戒監視活動である。同派遣部隊のフリゲート「バーデン＝ヴュルテンベルク」とは大西洋で合流し、同年6月からハワイで実施された米海軍主催多国間共同訓練「リムパック 2024」に参加し、同年8月20日、東京国際クルーズターミナルに入港した。8月25日に海上自衛隊横須賀基地に入港し、8月27日に同港を出港、同日から8月29日にかけて、関東南方から沖縄東方に至る訓練海空域おいて実施された日豪伊独仏共同訓練（ノーブル・レイブン24‐3）に「バーデン＝ヴュルテンベルク」とともに参加した。海上自衛隊から護衛艦「いずも」、「おおなみ」、潜水艦、P-1哨戒機が参加したほか、オーストラリア海軍駆逐艦「シドニー」 、イタリア海軍空母「カブール」、フリゲート「アルピーノ」、 哨戒艦「ライモンド・モンテクッコリ」 、フランス海軍フリゲート「ブルターニュ」が参加し、各種戦術訓練（対空戦、実艦的対潜訓練、CROSS DECK等）及び PHOTOEXを実施した。
同年8月下旬から9月中旬までの間、フリゲート「バーデン＝ヴュルテンベルク」とともに日本周辺海域において、北朝鮮籍船舶の「瀬取り」に対する警戒監視活動を実施した。9月13日にはマニラに向かうため、ドイツ軍艦として22年ぶりに台湾海峡を航行した。
第2機動隊群補助艦艇隊に所属し、ヴィルヘルムスハーフェンを母港としている。

## ギャラリー

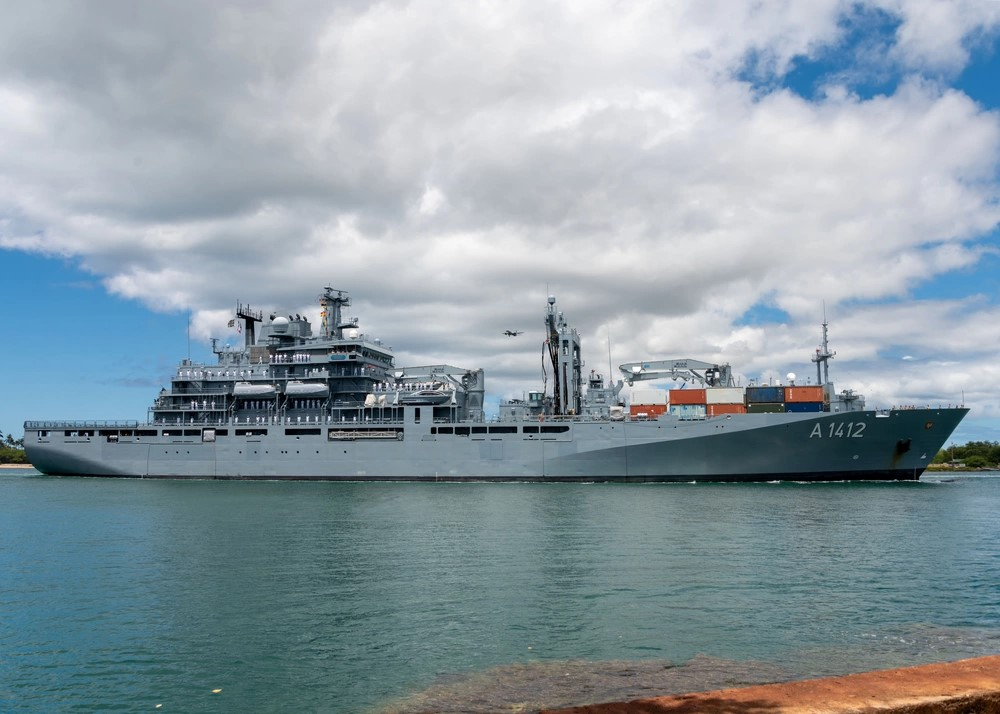
パールハーバーに入港する「フランクフルト・アム・マイン 」
RIMPAC2024洋上フェーズで航行する様子
RIMPAC2024における洋上補給の様子